# 达柳斯·莫里斯
达柳斯·阿龙·莫里斯（1991年1月3日—2024年5月2日）為美国男子篮球运动员。他在2011年的NBA选秀中第2轮第41顺位被洛杉矶湖人选中。
2024年5月2日，莫里斯被发现在洛杉矶离世，死因未知。

## 外部連結
- 达柳斯·莫里斯在fiba.basketball（英语）
- 达柳斯·莫里斯在NBA（英语）
- 达柳斯·莫里斯在Basketball-Reference.com（NBA）（英语）
- 达柳斯·莫里斯在Basketball-Reference.com（NBA G聯盟）（英语）
- 达柳斯·莫里斯在Basketball-Reference.com（國際）（英语）
- 达柳斯·莫里斯在Sports-Reference.com（NCAA）（英语）
- 达柳斯·莫里斯在Eurobasket.com（球員）（英语）
- 达柳斯·莫里斯在RealGM（英语）
- 达柳斯·莫里斯在Proballers（英语）
- 达柳斯·莫里斯在中国篮球数据库（新浪网）